# Pedinopistha schauinslandi
Pedinopistha schauinslandi är en spindelart som först beskrevs av Simon 1899.  Pedinopistha schauinslandi ingår i släktet Pedinopistha och familjen snabblöparspindlar. Inga underarter finns listade i Catalogue of Life.